# Johannes Herber
Johannes Herber (Darmstadt, 17 de enero de 1983) es un exjugador de baloncesto alemán. Con 1.97 de estatura, jugaba habitualmente de escolta.

## Trayectoria
Formado en la cantera del SC Bergstrasse, fue reclutado en 1996 por el Turnverein 1862 Langen, club con el que debutaría en las competiciones superiores de su país en 1999.
En 2002 dejó Alemania para instalarse en los Estados Unidos, habiendo sido becado por la Universidad de Virginia Occidental para estudiar allí y jugar con los Mountaineers en la Big 12 Conference de la División I de la NCAA. En sus cuatro temporadas con ese equipo, jugó 128 encuentros en los que promedió 8,4 puntos, 3,9 rebotes y 3,6 asistencias por partido. Por su brillante desempeño como estudiante-atleta recibió en 2006 el Academic All-America.
Retornó a su país en el verano de 2006, siendo fichado por el ALBA Berlín de la BBL. Con el equipo capitalino ganaría la liga y la copa nacional, sin embargo sólo jugaría 65 partidos en tres años, viéndose afectado por las lesiones que sufrió en ese periodo. 
En febrero de 2010, estando aún en recuperación por una lesión en su rodilla, se incorporó a los Tigers Tübingen, equipo con el que haría su debut recién en la temporada 2010-11 de la BBL. Luego de un año en ese club, fichó con los Skyliners Frankfurt, para jugar lo que sería su última temporada antes del retiro definitivo del baloncesto profesional. 

## Selección nacional
Herber representó a su país a nivel internacional en varios torneos. Participó de las eliminatorias para el Campeonato Europeo de Baloncesto Masculino Sub-16 de 1999 y el Campeonato Europeo de Baloncesto Masculino Sub-20 de 2002. Con la selección universitaria jugó en la Universiada de 2003 y en la Universiada de 2005.
Asimismo fue miembro de la selección absoluta, con la que jugó en la Copa Mundial de Baloncesto de 2006 y en la Copa Continental Stankovic 2006, como también en tres ediciones del Eurobasket (2005, 2007 y 2011).

## Vida personal
En 2014 publicó Almost Heaven: Mein Leben als Basketball-Profi, un libro biográfico. En 2019 condujo el documental Halt die Klappe und spiel!, dirigido por Sven Strowick y auspiciado por la ARD, en el cual visita los Estados Unidos para mostrar el vínculo entre deporte, política y racismo.
Herber ha estado involucrado en actividades sindicales de deportistas alemanes y ha sido dirigente de la World Players Association.